# 西威勒爾 (英國國會選區)

本區在默西賽德郡的位置

西威勒爾（英語：Wirral West），英國國會一自治市選區，位於英格蘭默西賽德郡威勒爾都會自治市西北部。
創設於1983年。在2010年大選中原任議員、工黨的史提芬·赫斯福德放棄連任，保守黨的艾斯特·麥克維以42.5%選票勝出，為保守黨奪回失去十三年的議席。